# Vejlby Sogn (Norddjurs Kommune, tidligere Rougsø Kommune)
 For alternative betydninger, se Vejlby Sogn. (Se også artikler, som begynder med Vejlby Sogn)
Vejlby Sogn er et sogn i Norddjurs Provsti (Århus Stift).
I 1800-tallet var Vejlby Sogn anneks til Vivild Sogn. Begge sogne hørte til Sønderhald Herred i Randers Amt. Vivild-Vejlby sognekommune blev ved kommunalreformen i 1970 indlemmet i Rougsø Kommune, som ved strukturreformen i 2007 indgik i Norddjurs Kommune.
I Vejlby Sogn ligger Vejlby Kirke.
I sognet findes følgende autoriserede stednavne:
- Allestrup (bebyggelse, ejerlav)
- Allingåbro (bebyggelse)
- Heden (bebyggelse)
- Klejbo (bebyggelse)
- Korshullet (bebyggelse)
- Mamrelund (bebyggelse)
- Rævbjerg (areal)
- Tøjstrup (bebyggelse, ejerlav)
- Tøjstrup Bæk (vandareal)
- Tøjstrup Mark (bebyggelse)
- Udbygårde (bebyggelse)
- Vejlby (bebyggelse, ejerlav)
- Vejlby Mark (bebyggelse)